# Hexor
Hexor или Hexor д.о.о. је предузеће из Новог Сада које је постало познато као српски издавач порнографских филмова на DVD-има. Предузеће спада у тип друштва са ограниченом одговорношћу. Претежно су објављали страна италијанска и немачка издања, са преводом, али и ретка српска. Од 2010. године (судећи по настанку нове веб презентације) године проширили су делатност и претворили се у продавницу секси робе (енгл. sex shop), како кажу, са комплетним асортиманом. Препознатљив логотип нису мењали.